# Corsica

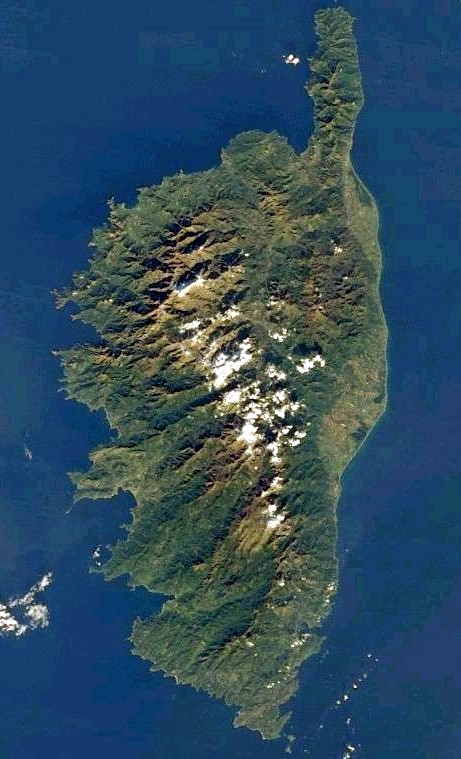
Satellietfoto van Corsica

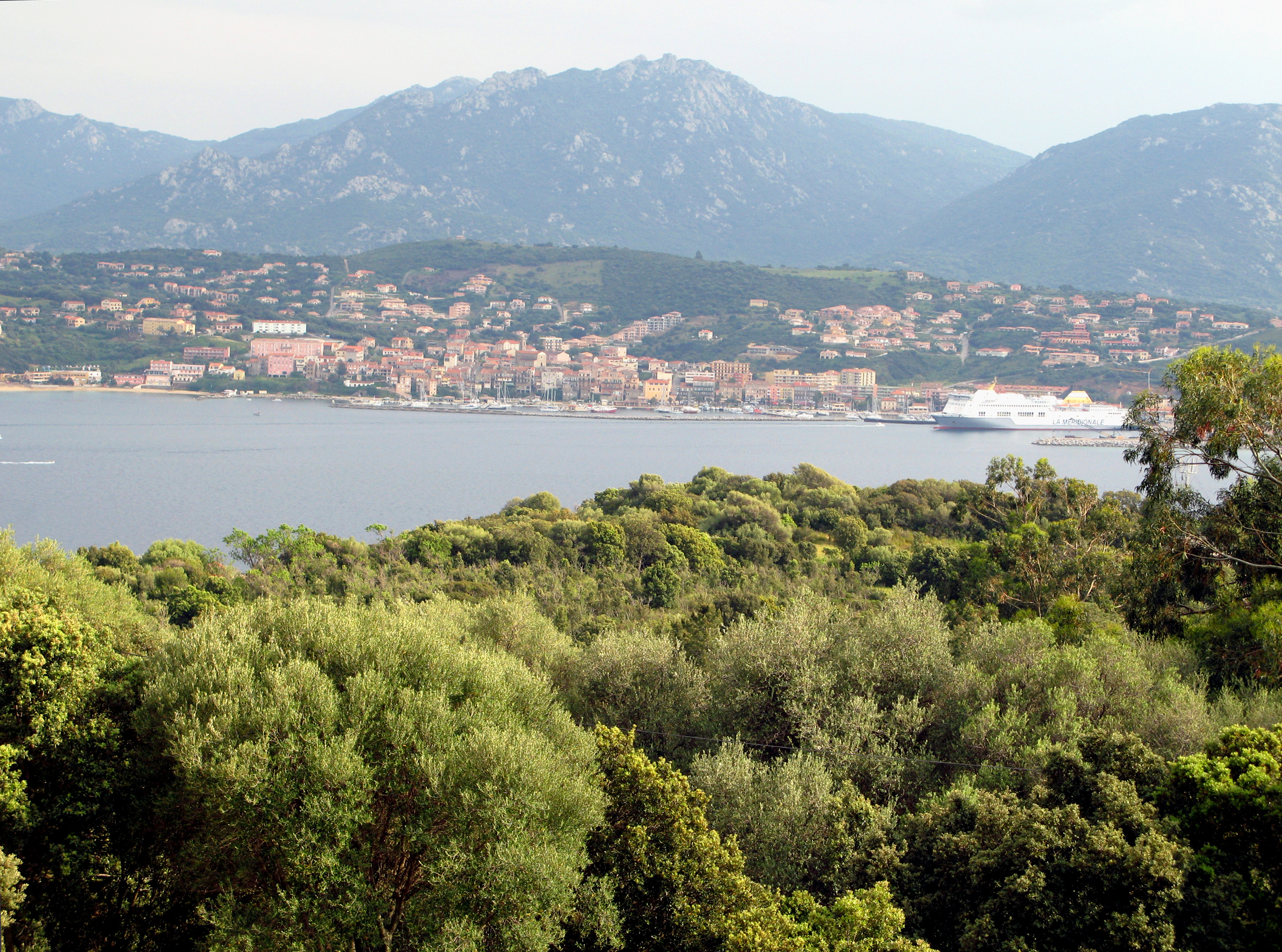
Kust bij Propriano: Corsica's kustlijn is een voorname toeristische trekpleister.

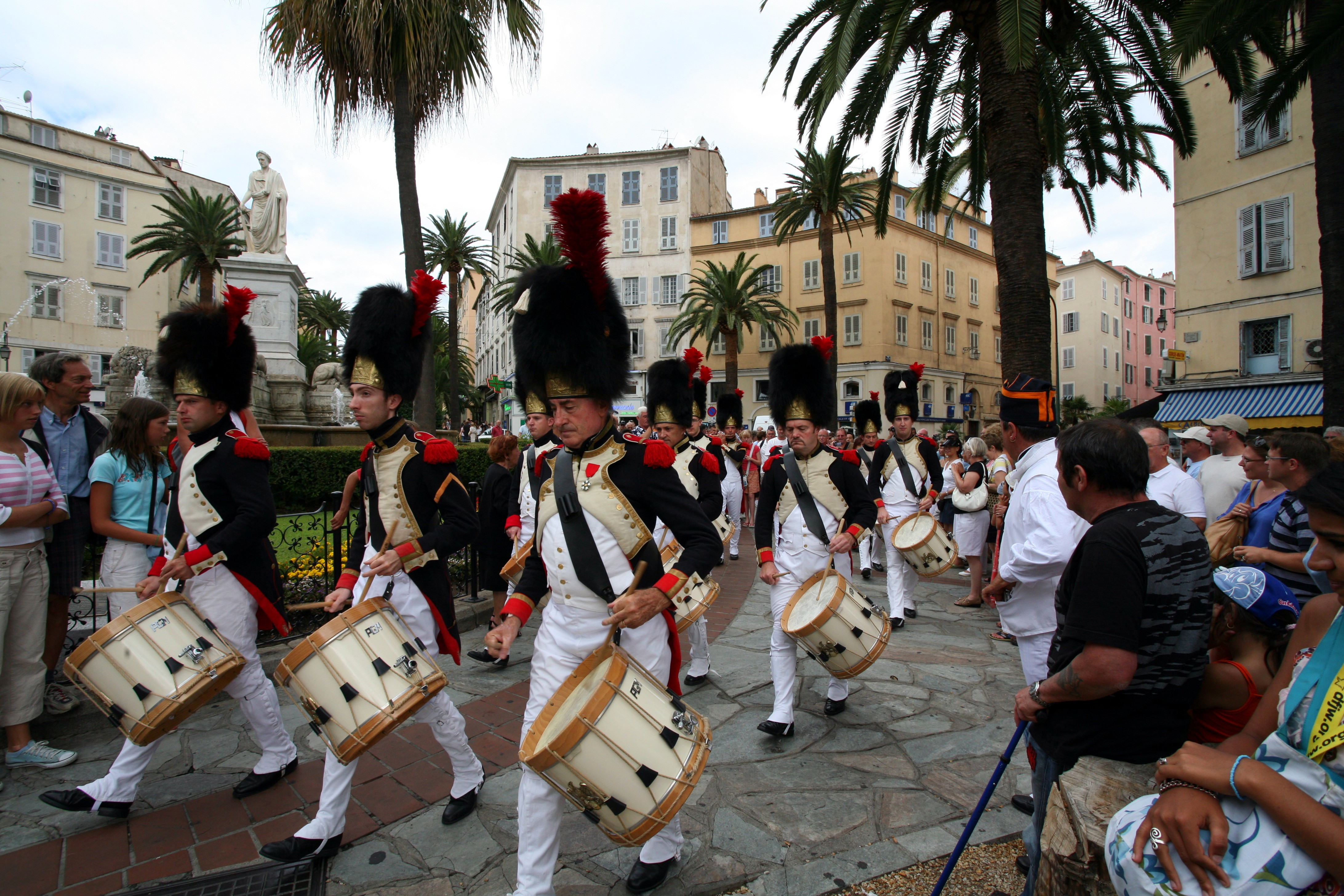
Corsicanen herdenken de geboortedag van Napoleon Bonaparte.

Corsica (Frans: Corse) is een eiland in de Middellandse Zee en vormt een van de bestuurlijke regio's van Frankrijk onder de naam Collectivité de Corse, met hoofdplaats Ajaccio. Deze bestuurslaag (collectivité territoriale unique) oefent tevens de bevoegdheden van departement uit voor het hele eiland. Corsica is administratief onderverdeeld in twee departementen: Haute-Corse (noord) en Corse-du-Sud (zuid) die sinds 2018 geen bestuursniveau meer vormen. Corsica ligt tussen het Italiaanse eiland Sardinië en Ligurië op het vasteland van Italië. Tussen Corsica en Sardinië ligt de Straat van Bonifacio. Het ligt 180 km ten zuidoosten van Nice op het Franse vasteland, 80 km ten westen van het Italiaanse vasteland en maar 12 km ten noorden van Sardinië. Het eiland is 8680 km² groot en is daarmee het grootste eiland van Frankrijk en het op drie na grootste in de Middellandse Zee na Sicilië, Sardinië en Cyprus.
Corsica heeft ongeveer 338.000 inwoners (2018), waarvan meer dan 1/3 deel in de twee grootste steden wonen: in Ajaccio en in Bastia. De hoofdstad van Corsica is Ajaccio.

## Geografie
Corsica is bijzonder bergachtig en daardoor dunbevolkt. De hoogste twee punten zijn de Monte Cinto (2706 meter) en de Monte Rotondo (2622 m). Karakteristiek is de begroeiing met maquis, een ruig, kruidachtig struikgewas. Het noordoosten van het eiland is een regionaal natuurpark. Het eiland herbergt veel zeldzame plantensoorten.
Voor de kust van Corsica ligt de Sanguinaires-archipel.

## Toerisme
Het toerisme is voor Corsica een belangrijke bron van inkomsten. Toeristische trekpleisters op Corsica zijn het UNESCO-erfgoed bestaande uit het natuurreservaat Scandola en de Calanches de Piana, de Genuese torens en bruggetjes, bergen als Col de Bavella en Monte Cinto, het oudheidkundig park Filitosa en de steden met burchten en citadellen als Ajaccio, Bonifacio, Calvi en Corte. Verder leent het eiland zich voor wandelingen, zoals de GR20 en de Mare è Monti. In 2020 werd Corsica door bijna 3 miljoen toeristen bezocht, vooral tijdens de zomermaanden.

## Geschiedenis
De Romeinen annexeerden Corsica in 238 v.Chr. bij hun groeiende Romeinse Rijk. In 455 viel het eiland in de handen van de Vandalen en in 534 werd het heroverd door het Oost-Romeinse Rijk. De volgende eeuwen zou het eiland door verschillende machten bezet worden.
Van de 13e tot de 18e eeuw was Corsica bezit van de Republiek Genua. Van 1729 tot en met 1769 vochten de Corsicanen een onafhankelijkheidsoorlog uit met Genua en (vanaf 1768) Frankrijk, die men verloor. Met het Verdrag van Versailles (1768) kwam het eiland onder Franse controle en na de Franse Revolutie werd het een integraal deel van Frankrijk. In 1811 werd Corsica een departement van Frankrijk met Ajaccio als hoofdstad. De Franse taal werd ingevoerd en het Corsicaans verdween naar de achtergrond.
In 1975 werd Corsica verdeeld in twee departementen: Haute-Corse (2B), waarvan Bastia de hoofdstad is, en Corse-du-Sud (2A), met Ajaccio als hoofdstad. In 1982 werd de regio Corsica vervangen door de collectivité en in 1991 verkreeg dit de status van collectivité territoriale. De Collectivité territoriale de Corse fuseerde op 1 januari 2018 met de beide departementen tot de Collectivité de Corse.

## Cultuur
Het Corsicaans (u Corsu) is de lokale Romaanse taal. Dit is een enigszins door het Frans beïnvloed Toscaans en daarmee een variant op het Italiaans. Corsicaans wordt als aparte regionale taal erkend door de Franse overheid. Het nauw verwante Gallura-dialect wordt in het noorden van Sardinië gesproken. Door de toevloed van Franstaligen, met name vanuit Algerije (pied-noirs), staat het Corsicaans onder druk. Het wordt levend gehouden door de inspanning van talloze docenten, dichters, schrijvers en vrijwilligers en door muziekgroepen als I Muvrini, die ook buiten Frankrijk faam hebben verworven.

## Economie
Corsica produceert wijn en heeft vanouds een schapen- en geitenteelt. De bekendste schapenkazen van Corsica zijn de Broccio en de Niolo. Het eiland behoort tot de meest toeristische gebieden van Frankrijk.

## Spoorwegen
Het eiland kent een metersporig spoornet, Chemins de fer de Corse (CFC). De hoofdlijn gaat van Bastia via Casamozza en Ponte-Leccia naar Ajaccio door de bergen van het binnenland. Daarnaast is er een zijtak van Ponte-Leccia via l'Ile Rousse naar Calvi. Een derde lijn, van Casamozza langs de oostkust van het eiland naar Porto Vecchio is in gedeelten tussen 1888 en 1935 geopend. Deze lijn is echter in 1943 zwaar beschadigd en, afgezien van incidenteel vervoer naar Folelli tot 1953, daarna niet meer in gebruik geweest. Er zijn plannen om een deel van de lijn weer in dienst te nemen. De Franse nationale spoorwegmaatschappij SNCF exploiteert de spoorwegen op Corsica, maar het CFC-spoornet maakt geen deel uit van het SNCF-spoornet. Zo zijn bijvoorbeeld de Europese InterRailkaarten niet geldig. Het kent een eigen kaart waarmee men onbeperkt over het spoornet kan reizen, de Pass Libertà (ook bekend onder de oude naam, "Carte Zoom").
Er rijden alleen dieseltreinstellen. Deze zijn meestal gezamenlijk met de andere Franse meterspoorlijnen Chemins de fer de Provence en Blanc Argent besteld. Behalve de regionale treinen is er een voorstadsdienst rondom Bastia, bijgenaamd métro de Bastia, en zijn er toeristische pendeldiensten langs de kust van Calvi (Costa Smeralda).

## Klimaat
Corsica heeft een Middellandse Zeeklimaat met hete droge zomers en milde natte winters. De gemiddelde maximumtemperatuur in juli bedraagt 29 graden, terwijl de gemiddelde maximumtemperatuur in januari 14 graden bedraagt. De jaarlijkse neerslag is zo'n 600 mm langs de kust tot 1200 mm of meer in het binnenland. In het binnenland zijn op de hogere delen jaarlijks 90 sneeuwdagen.

## Bekende Corsicanen
- Pasquale Paoli – Corsicaanse vrijheidsstrijder
- Napoleon Bonaparte – Franse keizer
- Henry Padovani – oorspronkelijke gitarist van The Police
- Alizée – Franse zangeres